# العلاقات الأسترالية الكاميرونية
العلاقات الأسترالية الكاميرونية هي العلاقات الثنائية التي تجمع بين أستراليا والكاميرون.

## مقارنة بين البلدين
هذه مقارنة عامة ومرجعية للدولتين:
| وجه المقارنة                                              | أستراليا                                   | الكاميرون                      |
| --------------------------------------------------------- | ------------------------------------------ | ------------------------------ |
| المساحة (كم2)                                             | 7.69 مليون                                 | 475.44 ألف                     |
| عدد السكان (نسمة)                                         | 24.51 مليون                                | 24.05 مليون                    |
| الكثافة السكانية (ن./كم²)                                 | 3.19                                       | 50.58                          |
| العاصمة                                                   | كانبرا، ملبورن                             | ياوندي                         |
| اللغة الرسمية                                             | لغة إنجليزية                               | لغة فرنسية، لغة إنجليزية       |
| العملة                                                    | دولار أسترالي، جنيه إسترليني، جنيه أسترالي | فرنك وسط أفريقي                |
| الناتج المحلي الإجمالي (بليون دولار)                      | 1.32 تريليون                               | 34.80 مليار                    |
| الناتج المحلي الإجمالي (تعادل القوة الشرائية) بليون دولار | 1.10 تريليون                               | 72.72 مليار                    |
| الناتج المحلي الإجمالي الاسمي للفرد دولار أمريكي          | 56.31 ألف                                  | 1.22 ألف                       |
| الناتج المحلي الإجمالي للفرد دولار أمريكي                 | 45.92 ألف                                  | 2.97 ألف                       |
| مؤشر التنمية البشرية                                      | 0.939                                      | 0.512                          |
| رمز المكالمات الدولي                                      | +61                                        | +237                           |
| رمز الإنترنت                                              | .au                                        | .cm                            |
| المنطقة الزمنية                                           |                                            | توقيت غرب أفريقيا، ت ع م+01:00 |

## منظمات دولية مشتركة
يشترك البلدان في عضوية مجموعة من المنظمات الدولية، منها:
| علم المنظمة | اسم المنظمة                               | تاريخ انضمام أستراليا | تاريخ انضمام الكاميرون |
| ----------- | ----------------------------------------- | --------------------- | ---------------------- |
|             | يونسكو                                    | 4 نوفمبر 1946         | 11 نوفمبر 1960         |
|             | الفريق المعني برصد الأرض                  | ?                     | ?                      |
|             | مؤسسة التمويل الدولية                     | 20 يوليو 1956         | 1 أكتوبر 1974          |
|             | المركز الدولي لتسوية المنازعات الاستشارية | 1 يونيو 1991          | 2 فبراير 1967          |
|             | منظمة حظر الأسلحة الكيميائية              | ?                     | ?                      |
|             | مؤسسة التنمية الدولية                     | 24 سبتمبر 1960        | 10 أبريل 1964          |
|             | منظمة التجارة العالمية                    | ?                     | ?                      |
|             | وكالة ضمان الاستثمار متعدد الأطراف        | 10 فبراير 1999        | 7 أكتوبر 1988          |
|             | الاتحاد البريدي العالمي                   | ?                     | ?                      |
|             | الاتحاد الدولي للاتصالات                  | 27 مايو 1878          | 22 ديسمبر 1960         |
|             | منظمة الشرطة الجنائية الدولية             | ?                     | ?                      |
|             | الأمم المتحدة                             | 1 نوفمبر 1945         | 20 سبتمبر 1960         |
|             | البنك الدولي للإنشاء والتعمير             | 5 أغسطس 1947          | 10 يوليو 1963          |
|             | المنظمة الهيدروغرافية الدولية             | ?                     | ?                      |
|             | دول الكومنولث                             | ?                     | ?                      |

## وصلات خارجية
- موقع وزارة الخارجية الأسترالية
- موقع وزارة الخارجية الكاميرونية